# Curve25519
In crittografia la Curve25519 è una crittografia ellittica (ECC) di dimensione 256 bit che offre 128 bit di sicurezza ed è stata progettata per essere usata con lo schema della Curva ellittica DIffie-Hellman (ECDH).
È una delle più veloci ECC e non è coperta da nessun brevetto.L'implementazione di riferimento è di pubblico dominio.
L'articolo originale Curve25519 la definisce come una funzione Diffie-Hellman (DH). Daniel J. Bernstein fu a proporre il nome Curve25519 per sottolineare il concetto di curva, ed il nome X25519 per la funzione DH..

## Librerie
- Libgcrypt[4]
- libssh[5]
- NaCl[6]
- GnuTLS[7]
- mbed TLS (ex PolarSSL)[8]
- wolfSSL[9]
- Botan[10]
- SChannel[11][12]
- Libsodium[13]
- OpenSSL since version 1.1.0[14]
- LibreSSL[15]
- NaCl for Tcl — a port to the Tcl language.[16]
- NSS since version 3.28[17]
- Monocypher[18]

## Protocolli
- OMEMO, una estensione proposta per XMPP (Jabber)[19]
- Secure Shell
- Signal Protocol
- Tox
- Zcash

## Applicazioni
- Conversations Android application
- Cryptocat[20]
- DNSCrypt[21]
- DNSCurve
- Dropbear[5][22]
- Facebook Messenger
- Gajim via plugin[23]
- GNUnet[24]
- GnuPG
- Google Allo
- I2P[25]
- iOS[26]
- minilock[27]
- OpenBSD[28][29]
- OpenSSH[5] Exclusive key exchange in OpenSSH 6.7 when compiled without OpenSSL.[30][31]
- Peerio[32]
- PuTTY[33]
- Signal
- Silent Phone
- SmartFTP[5]
- SSHJ[5]
- Threema Instant Messenger[34]
- TinySSH[5]
- TinyTERM[5]
- Tor[35]
- Userify[36]
- Viber[37]
- Virgil[38]
- WhatsApp
- Wire
- WireGuard